# راس باغداساریان سینیور
راس باغداساریان سینیور (ارمنی: Ռոս Բաղդասարյան؛ ۲۷ ژانویهٔ ۱۹۱۹ – ۱۶ ژانویهٔ ۱۹۷۲) یک بازیگر، موسیقی‌دان، خواننده-ترانه‌سرا، آهنگساز، فیلم‌نامه‌نویس، خواننده، نوازنده پیانو، و شاعر ارمنی‌تبار اهل ایالات متحده آمریکا بود.

## زندگی
رستم سیپان باغداساریان در فرزنو، کالیفرنیا، از پدر و مادری ارمنی زاده شد. پدرش یک کشاورز انگور بود. داستان‌نویس ویلیام سارویان اولین پسر عموی او و یک دوست صمیمی بود. باغداساریان به عنوان گروهبان در نیروی هوایی ارتش ایالات متحده خدمت کرد. در طول جنگ جهانی دوم، وی در اروپا مستقر شد. نام هنری بعدی وی «دیوید سویل» از آنجایی گرفته شد که وی در شهر سویل در اسپانیا مستقر شده بود.

## گزیده فیلمشناسی
از فیلم‌ها یا برنامه‌های تلویزیونی که وی در آن نقش داشته‌است می‌توان به آثار زیر اشاره کرد.
- پنجره پشتی
- بازداشتگاه شماره ۱۷

## مرگ
باغداساریان یازده روز قبل از تولد ۵۳ سالگی اش در ۱۶ ژانویه ۱۹۷۲ بر اثر حمله قلبی در خانه خود در بورلی هیلز درگذشت.